# Аутономна Република Азербејџан
Аутономна Република Азербејџан је била краткотрајна аутономна република на подручју данашњег северозападног Ирана (јужног Азербејџана). Постојала је између 1945. и 1946. године, а главни град је био Табриз. Становништво ове аутономне републике су чинили Азери.
Ова држава је формирана у време Иранске кризе након Другог светског рата, настале због одбијања Совјетског Савеза да се повуче са делова територије Ирана које је држао под контролом. Тада су у овим деловима Ирана проглашене две про-совјетске државе, Аутономна Република Азербејџан и Курдска Република Махабад. Дипломатски притисак на Совјете је, на крају, резултирао њиховим повлачењем, након чега су подручје ове аутономне републике заузеле иранске трупе.